# 언론사 목록
다음은 나라별 언론사 목록이다.
- 신문 목록
- 텔레비전 방송국 목록
- 라디오 방송국 목록

| Disambiguation icon | 이 문서는 명칭이 같고 같은 종류에 속하는 여러 대상을 연결하는 색인 문서입니다. |